# Brian Yuzna
Brian Yuzna (30 d'agost de 1949) és un productor, director i escriptor filipinoamericà. És conegut sobretot pel seu treball en els gèneres de ciència-ficció i pel·lícules de terror. Yuzna va començar la seva carrera com a productor de diverses pel·lícules del director Stuart Gordon, com Re-Animator (1985) i From Beyond (1986), abans de debutar com a director amb la pel·lícula satírica de body horror Society (1989).
També va ser co-escriptor de la comèdia Honey, I Shrunk the Kids (1989). Yuzna va ser el primer cineasta nord-americà a adaptar un manga, Bio Booster Armor Guyver, un llargmetratge d'acció en viu. Ha dirigit diverses adaptacions de l'obra de H. P. Lovecraft i ha ajudat molts directors en el seu debut, inclosos Gordon, Christophe Gans i Luis de la Madrid, a fer els seus projectes.

## Primers anys
Yuzna va néixer a Manila, Filipines, de pares americans. Va créixer a Nicaragua, Puerto Rico, i Panamà, en la dècada del 1960 es va traslladar als Estats Units i es va establir a Atlanta, Georgia. Yuzna és catòlic romà. Durant la dècada del 1970, Yuzna va viure en una comuna a Carolina del Nord i va treballar com a fuster i en un restaurant.

## Carrera
Yuzna va començar la seva carrera com a productor, coproduint les pel·lícules de terror Re-Animator (1985), From Beyond (1986), i Nines (1987) per al seu amic, el director Stuart Gordon. També va coescriure From Beyond. El mateix any va coescriure la comèdia Honey, I Shrunk the Kids amb Gordon. El 1989 va debutar com a director amb la pel·lícula satírica de body horror Society, que se centra en una rica comunitat de Beverly Hills, d'una espècie mutant que s'alimenta de les classes socials inferiors.
Yuzna va dirigir una sèrie de seqüeles de terror, incloent Bride of Re-Animator (1990), Silent Night, Deadly Night 4: Initiation (1990), i El retorn dels morts vivents 3 (1993), Després va dirigir El dentista (1996), una pel·lícula de terror sobre un dentista assassí de Los Angeles que tortura dentalment les seves víctimes. Yuzna també en va dirigir la seqüela, El dentista 2 (1998).
Després d'haver aplegat nombrosos seguidors a Europa, a principis de la dècada de 2000, Yuzna va fundar Fantastic Factory amb Julio Fernández, un segell de la companyia cinematogràfica barcelonina Filmax. El seu objectiu és produir pel·lícules de "gènere de terror, ciència-ficció, fantasia) amb pressupost modest per al mercat internacional (rodades en llengua anglesa) mitjançant talent de gènere d'arreu del món i desenvolupar talent local".
Va treballar per última vegada com a productor de la pel·lícula de zombis de la Wehrmacht Worst Case Scenario, dirigida per Richard Raaphorst, que té lloc després d'un final fictici de la Copa del Món de Futbol de 2006 entre Alemanya i Països Baixos on Alemanya perd i busca venjança amb una invasió de zombis. El maig de 2009 va anunciar que el projecte era mort. La pel·lícula es va convertir finalment en Frankenstein's Army i es va estrenar el 2013. Després de quatre anys, va tornar a la cadira del director i va filmar Amphibious 3-D protagonitzada per Michael Paré i Francis Magee.
El 2014, Yuzna va ser guardonada com a Membre d'Honor de l'Acadèmia del Cinema Català de Barcelona. Aquell mateix any, a Hollywood, la Cinefamily va projectar i celebrar el 25è aniversari de Honey, I Shrunk the Kids amb Yuzna com a convidat d'honor.
El 2015 es va presentar i projectar una retrospectiva del seu treball de 30 anys Brian Yuzna, A Retrospective al teatre Soho House West Hollywood, comissariada per Diana Lado i produïda per Logan Yuzna.

## Vida personal
Està casat amb Cathy Cherry Yuzna i tenen quatre fills: Conan Yuzna, Zoe Yuzna, Noah Yuzna i el productor Logan Yuzna. També té una filla, Mercedes Bauer / Mercedes Perez-Bode, d'una relació anterior.

## Filmografia
Com a productor
- Re-Animator (1985)
- From Beyond (1986)
- Nines (1987)
- Honey, I Shrunk the Kids (1989) (executiu)
- Warlock (1989) (executiu)
- Bride of Re-Animator (1990)
- The Guyver (1991)
- Silent Night, Deadly Night 5: The Toy Maker (1992)
- Ticks (1993) (productor executiu)
- El retorn dels morts vivents 3 (1993)
- Necronomicon (1993)
- Crying Freeman (1995)
- Faust: La revenja és a la sang (2000)
- Arachnid (2001)
- Dagon (2001)
- Darkness (2002)
- Beyond Re-Animator (2003)
- Romasanta (2004)
- Rottweiler (2004)
- La monja (2005)
- Sota l'aigua tranquil·la (2005)
- Takut: Faces of Fear (2008) (executiu)
- Worst Case Scenario (2009) (executiu)
- Everdark (2010) (executiu)

Com a director
- Society (1989)
- Bride of Re-Animator (1990)
- Silent Night, Deadly Night 4: Initiation (1990)
- El retorn dels morts vivents 3 (1993)
- Necronomicon (segments "The Library" & "Whispers") (1993)
- Tarzan: The Epic Adventures (episodi "Tarzan's Return") (1996)
- El dentista (1996)
- L'embrió (1998)
- El dentista 2 (1998)
- Faust: La revenja és a la sang (2000)
- Beyond Re-Animator (2003)
- Rottweiler (2004)
- Sota l'aigua tranquil·la (2005)
- Amphibious (2010)
- 60 Seconds of Solitude in Year Zero (2011)

Com a guionista
- From Beyond (1986)
- Honey, I Shrunk the Kids (1989)
- Bride of Re-Animator (1990)
- Silent Night, Deadly Night 4: Initiation (1990)
- Silent Night, Deadly Night 5: The Toy Maker (1992)
- Necronomicon (segments "The Library" & "Whispers") (1993)
- Beyond Re-Animator (2003)

Com a actor
- H.P. Lovecraft's: Necronomicon (1993)
- El dentista (1996)